# 川上酢店

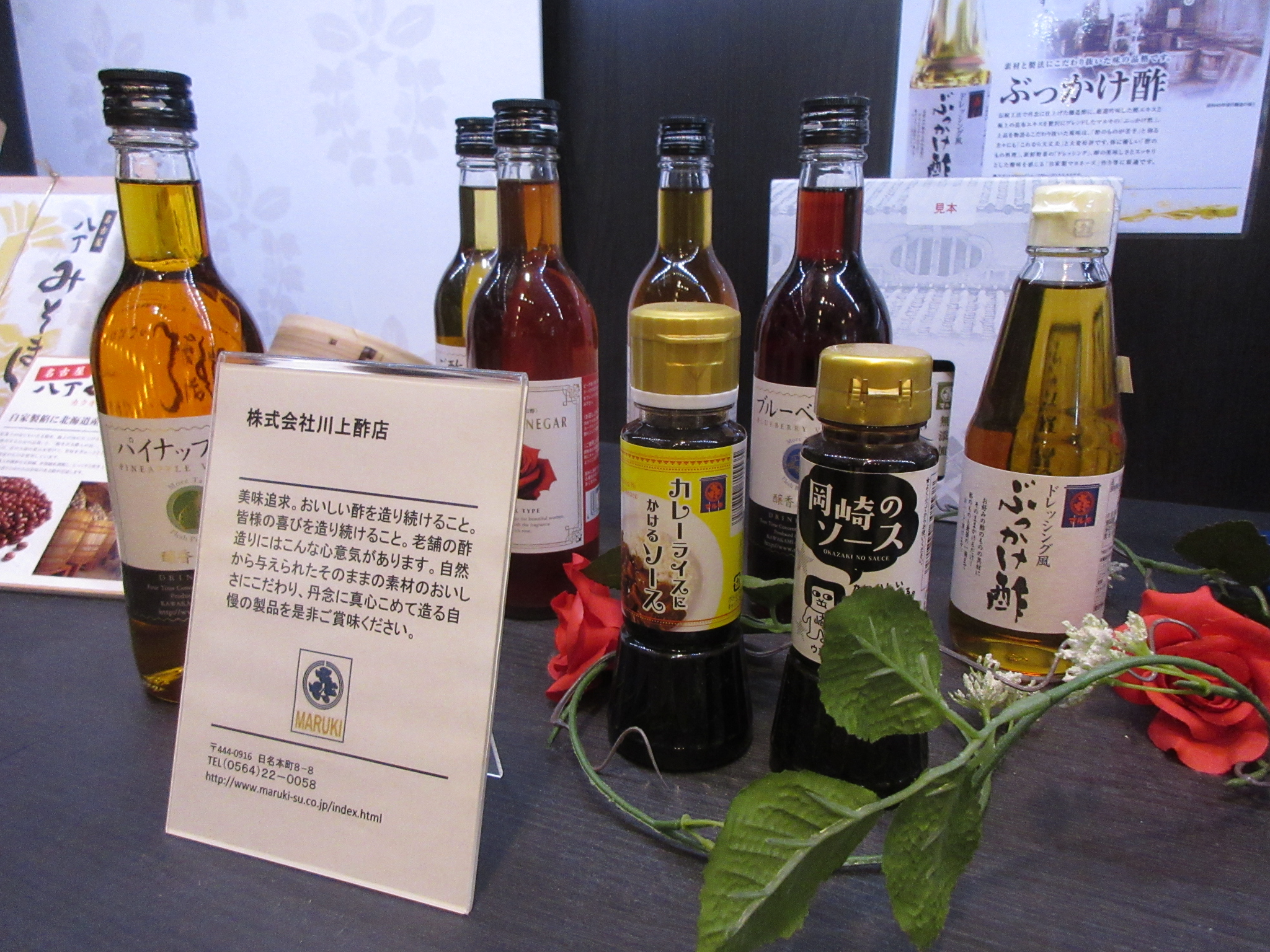
主な商品

川上酢店（かわかみすてん）は、愛知県岡崎市に本社を置き、酢・ソース・調味料などを製造していた日本の食品メーカー。国内で初めて飲料用の酢「ドリンクビネガー」を開発した。地元では「マル喜」または「マルキ」の名で知られる。

## 概要
1924年（大正13年）7月、川上喜代四郎が岡崎市元能見町103番地にて創業。当初は味噌、醤油、酒類の小売業であり、その後調味料卸と食酢の製造を手がけた。1948年（昭和23年）8月、株式会社川上酢店に改組。
1950年（昭和25年）4月、ロングセラーとなるウスターソースの「マルキソース」の製造開始。市内の学校給食に使われ市民に親しまれていた。
1973年（昭和48年）8月、健康飲料「ドリンクビネガー」の製造開始。リンゴ酢と米酢を混ぜ合わせ、蜂蜜で味付けて飲みやすくした酢で、大手メーカーに先駆けて「飲む酢」を流行らせた。
さらに1975年（昭和50年）には「寿司酢」を開発し大ヒットとなった。「マルキの寿司専門酢」は、売上げの半分以上を占める主力商品であった。
1978年（昭和53年）1月、本社を現住所の岡崎市日名本町に移転。
ドレッシングとしてそのまま使える「ぶっかけ酢」、トマト、紫イモ酢、赤ワイン、赤シソ、赤トウガラシ、赤米などを素材とする「赤ソース」、「ブルーベリー酢」、「カレーライスにかけるソース」など様々なアイデア商品を製造していた。
2020年（令和2年）12月4日までに事業を停止し、事後処理を弁護士に一任。負債額は、7億円の見込み。2021年（令和3年）1月6日に名古屋地方裁判所岡崎支部から破産手続開始決定を受けた。
本社・工場は破産管財人から岡崎市に本社があるシティーホームへ譲渡された。本社・工場は解体され、跡地は分譲住宅地となった。
川上酢店は2022年（令和4年）11月18日に法人格が消滅した。

#### 広報資料・プレスリリースなど一次資料
1. 1 2  マルキ酢醸造販売元（株）川上酢店会社概要 - ウェイバックマシン（2020年9月23日アーカイブ分）
2. ↑  マルキ酢醸造販売元（株）川上酢店ネットストア：酢・合せ酢：ぶっかけ酢 - ウェイバックマシン（2020年9月23日アーカイブ分）